# Xã Green, Quận Barnes, Bắc Dakota
Xã Green (tiếng Anh: Green Township) là một xã thuộc quận Barnes, tiểu bang Bắc Dakota, Hoa Kỳ. Năm 2010, dân số của xã này là 84 người.